# Désandans
Désandans ist eine französische Gemeinde mit 717 Einwohnern (Stand: 1. Januar 2022) im Département Doubs in der Region Bourgogne-Franche-Comté.

## Geographie
Désandans liegt auf 380 m, etwa zehn Kilometer westnordwestlich der Stadt Montbéliard (Luftlinie). Das Dorf erstreckt sich im nördlichen Teil eines Plateaus, das in die gewellte Landschaft zwischen den Flusstälern von Doubs im Süden und Ognon im Nordwesten eingebettet ist, östlich der Höhe des Bois d’Arcey.
Die Fläche des 5,47 km² großen Gemeindegebiets umfasst einen Abschnitt der leicht  gewellten Landschaft nördlich des Doubstals. Der Hauptteil des Gebietes wird vom Plateau von Arcey eingenommen, das durchschnittlich auf 380 m liegt und leicht gegen Osten geneigt ist. Es weist eine Breite von vier Kilometern und eine Länge von ungefähr fünf Kilometern auf und ist überwiegend von Acker- und Wiesland bestanden. Das ganze Areal zeigt keine oberirdischen Fließgewässer, weil das Niederschlagswasser im verkarsteten Untergrund der Kalkhochflächen versickert. Nach Nordwesten erstreckt sich der Gemeindeboden auf den dicht bewaldeten Höhenrücken des Bois d’Arcey, auf dem mit 514 m die höchste Erhebung von Désandans erreicht wird.
Nachbargemeinden von Désandans sind Chavanne und Le Vernoy  im Norden, Aibre, Semondans und Échenans im Osten, Arcey im Süden sowie Villers-sur-Saulnot im Westen.

## Geschichte
Funde von Silex, Pfeilspitzen und Knochenresten weisen auf eine Besiedlung des Gemeindegebietes von Désandans in vorgeschichtlicher Zeit hin. Seit dem Mittelalter gehörte Désandans zur Grafschaft Württemberg-Mömpelgard (Montbéliard). Mit der Besetzung dieser Grafschaft gelangte das Dorf 1793 endgültig in französische Hand. Heute ist Désandans Teil des Gemeindeverbandes Deux Vallées Vertes.

## Sehenswürdigkeiten

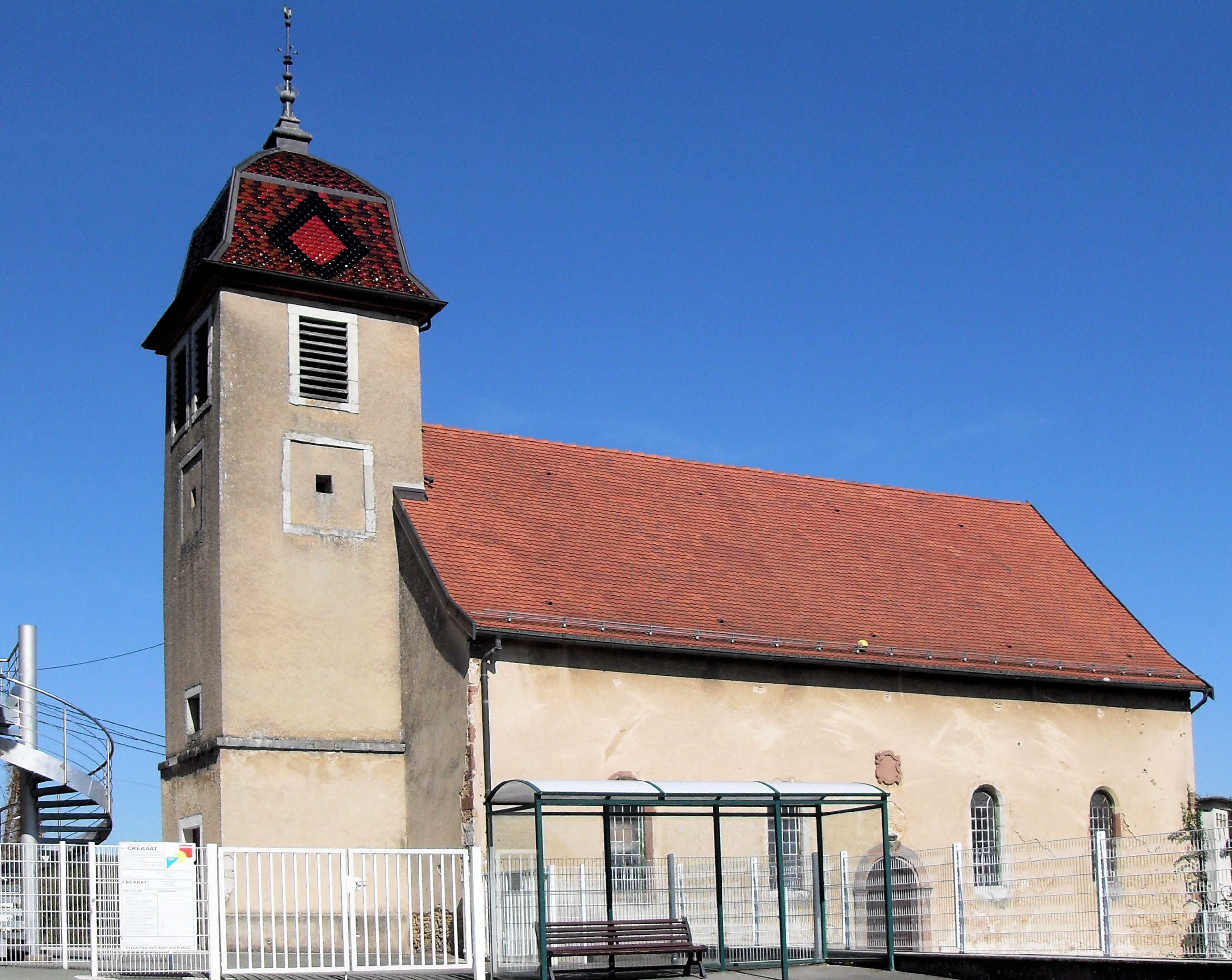
Lutherische Kirche

Die heutige lutherische Kirche (Temple protestant, Église luthérienne) wurde im Jahr 1724 im klassischen Stil errichtet. Im alten Ortskern sind verschiedene Bauernhäuser im traditionellen Stil der Franche-Comté aus dem 18. und 19. Jahrhundert erhalten.

## Bevölkerung
| Jahr                       | 1962 | 1968 | 1975 | 1982 | 1990 | 1999 | 2004 | 2016 |
| Einwohner                  | 307  | 344  | 384  | 390  | 521  | 586  | 705  | 740  |
| Quellen: Cassini und INSEE |      |      |      |      |      |      |      |      |

Mit 717 Einwohnern (Stand 1. Januar 2022) gehört Désandans zu den kleinen Gemeinden des Départements Doubs. Nachdem die Einwohnerzahl in der ersten Hälfte des 20. Jahrhunderts abgenommen hatte (1881 wurden noch 407 Personen gezählt), wurde seit Beginn der 1960er Jahre wieder ein deutliches Bevölkerungswachstum verzeichnet. Seither hat sich die Einwohnerzahl mehr als verdoppelt.

## Wirtschaft und Infrastruktur
Désandans war bis weit ins 20. Jahrhundert hinein ein vorwiegend durch die Landwirtschaft (Ackerbau, Obstbau und Viehzucht) geprägtes Dorf. Daneben gibt es heute einige Betriebe des lokalen Kleingewerbes sowie verschiedene Geschäfte des Einzelhandels. Mittlerweile hat sich das Dorf auch zu einer Wohngemeinde gewandelt. Viele Erwerbstätige sind deshalb Wegpendler, die in der Agglomeration Montbéliard ihrer Arbeit nachgehen.
Die Ortschaft ist verkehrstechnisch gut erschlossen. Sie liegt an der Hauptstraße N83, die von Besançon nach Belfort führt. Der nächste Anschluss an die Autobahn A36 befindet sich in einer Entfernung von ungefähr 15 Kilometern. Weitere Straßenverbindungen bestehen mit Sainte-Marie und Échenans.